# Spargelbohne
Die Spargelbohne (Vigna unguiculata subsp. sesquipedalis) ist eine Nutzpflanze aus der Familie der Hülsenfrüchtler (Fabaceae). Sie ist eng mit der Augenbohne und der Catjangbohne verwandt.

## Merkmale

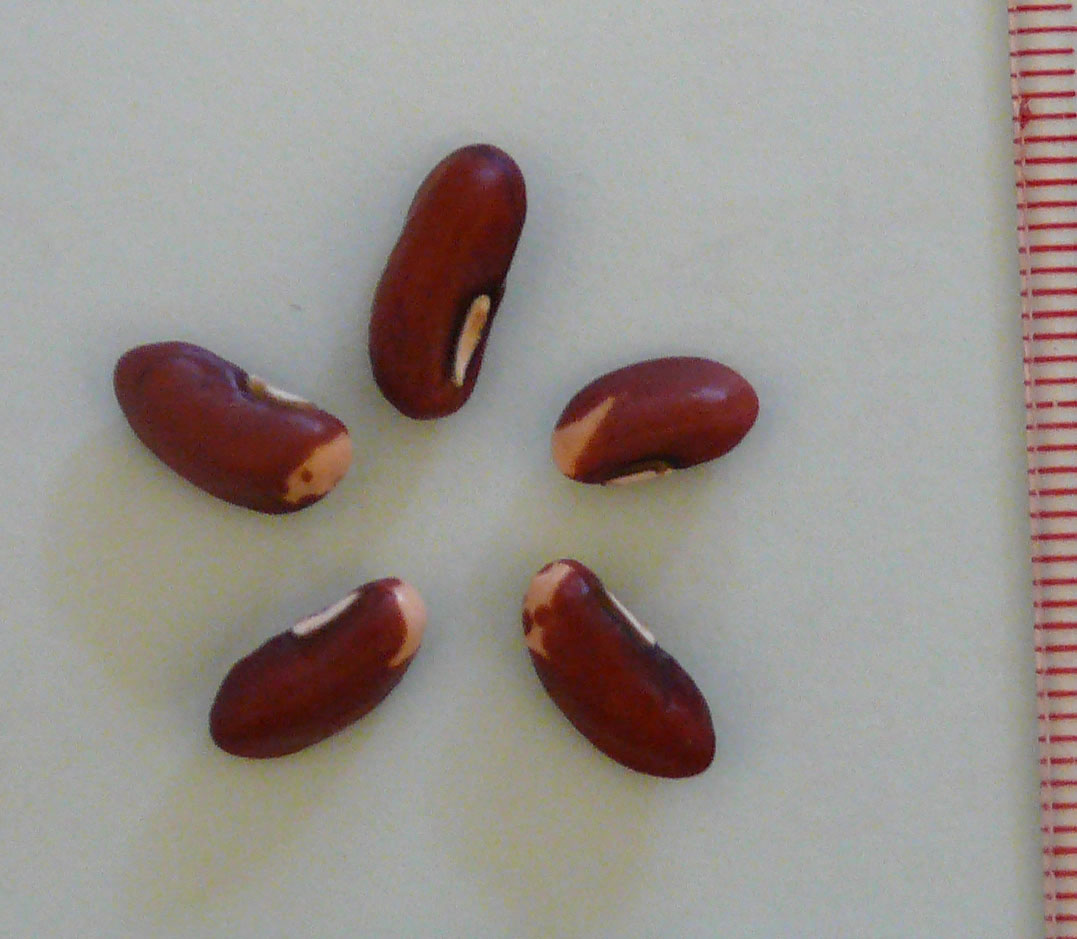
Samen der Spargelbohne (Skalierung 1 mm)

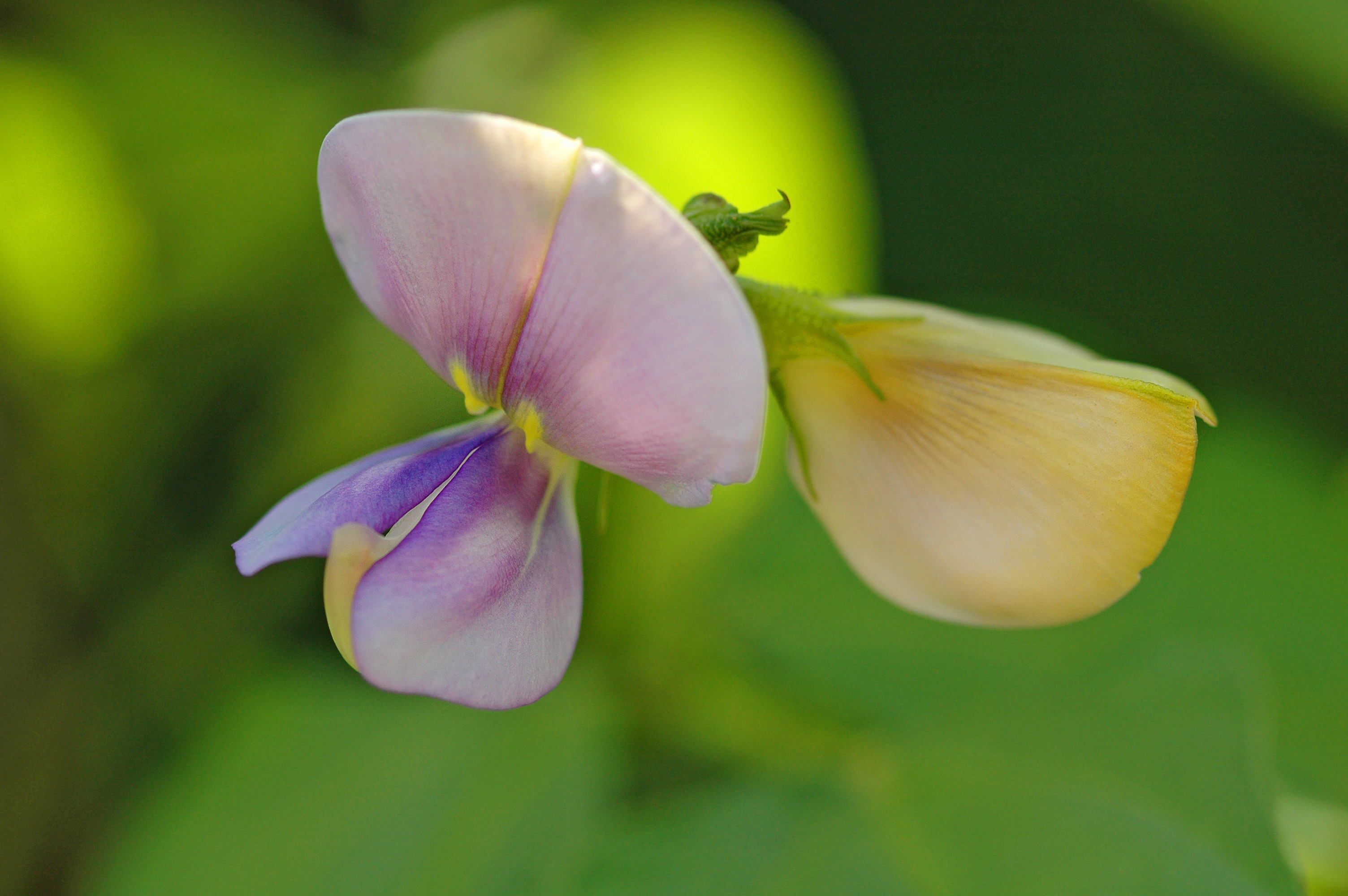
Blüte der Spargelbohne

Die Spargelbohne ist eine einjährige Pflanze. Es gibt buschförmige und kletternde Formen mit windenden Ranken. Letztere werden an Stangen, Drähten oder Schnüren gezogen und erreichen Wuchshöhen von 2,5 bis 3 m. Die Blätter sind dreiteilig. In ihren Achseln stehen an 4 bis 6 cm langen Blütenstielen die weißen, hellgelben oder violetten Blüten. Ansonsten der Gartenbohne ähnlich, haben die Blüten ein kahnförmig gebogenes Schiffchen, kein spiralig eingerolltes. Die Blüten sind selbstbestäubend. Sie öffnen sich früh am Morgen und verblühen gegen Mittag. Die Hülsen stehen zunächst aufrecht, später hängen sie. In Mitteleuropa erreichen sie Längen von 30 bis 50 cm, in den Hauptanbauländern 60 bis 90 cm. Junge Hülsen sind cremefarben, hell- oder dunkelgrün und haben einen Durchmesser von 8 bis 11 mm. Reife Hülsen enthalten 10 bis 30 Samen von 8 bis 11 mm Länge. Die Samen sind cremefarben, bräunlich oder rötlich und haben einen dunkelgrünen Ring um den Nabel. Die Tausendkornmasse ist 200 bis 250 g.
Die Chromosomenzahl beträgt 2n = 22.

## Inhaltsstoffe
100 g Frischsubstanz des essbaren Anteils der Bohnen enthalten durchschnittlich 89,0 g Wasser, 2,8 g Protein, 0,4 g Fett und 3,8 g Kohlenhydrate. An Mineralstoffen sind 210 mg Kalium, 50 mg Calcium, 59 mg Phosphor, 52 mg Magnesium und 1 mg Eisen enthalten. Der Gehalt an Vitaminen beträgt 32 mg Vitamin C, 0,13 mg Vitamin B1, 0,11 mg Vitamin B2 und 1,0 mg Niacin. Der Energiewert beträgt 126 kJ (= 30 kcal).

## Anbau
Die Spargelbohne wird über Samen vermehrt. Sie wird an Spalieren oder Stangen gezogen. Besonders in Asien werden buschförmige Sorten angebaut. Marktreife Hülsen können bereits 60 Tage nach der Aussaat geerntet werden. Die Pflanzen produzieren Hülsen bis in den Herbst hinein, sofern die Hülsen regelmäßig abgeerntet werden.
Bei der Spargelbohne empfiehlt sich ein jährlicher Fruchtwechsel und an einem Standort Pausen von drei bis vier Jahren nach einem Anbau. Besonders Nematoden der Gattung Meloidogyne verursachen Schäden.
Die Spargelbohne ist temperaturempfindlich und stellt bei Tageshöchstwerten unter 20 °C das Wachstum ein. Sie sind frostempfindlich. Die Keimung sollte bei Bodentemperaturen von 20 bis 22 °C erfolgen. Gute Wachstumsbedingungen sind volles Sonnenlicht bei Tagestemperaturen von 25 bis 35 °C und Nachttemperaturen über 15 °C. Sie vertragen Trockenperioden, allerdings werden die Hülsen bei längerer Trockenheit faserig. Günstig sind jährliche Niederschläge von bis 1500 mm. Sie wachsen auch in durchschnittlichen Gartenböden. Als typische Hülsenfrüchtler verfügen sie über eine stickstofffixierende Symbiose mit Rhizobien. Spargelbohne wird heute in vielen tropischen Tieflandgebieten angebaut.

## Nutzung

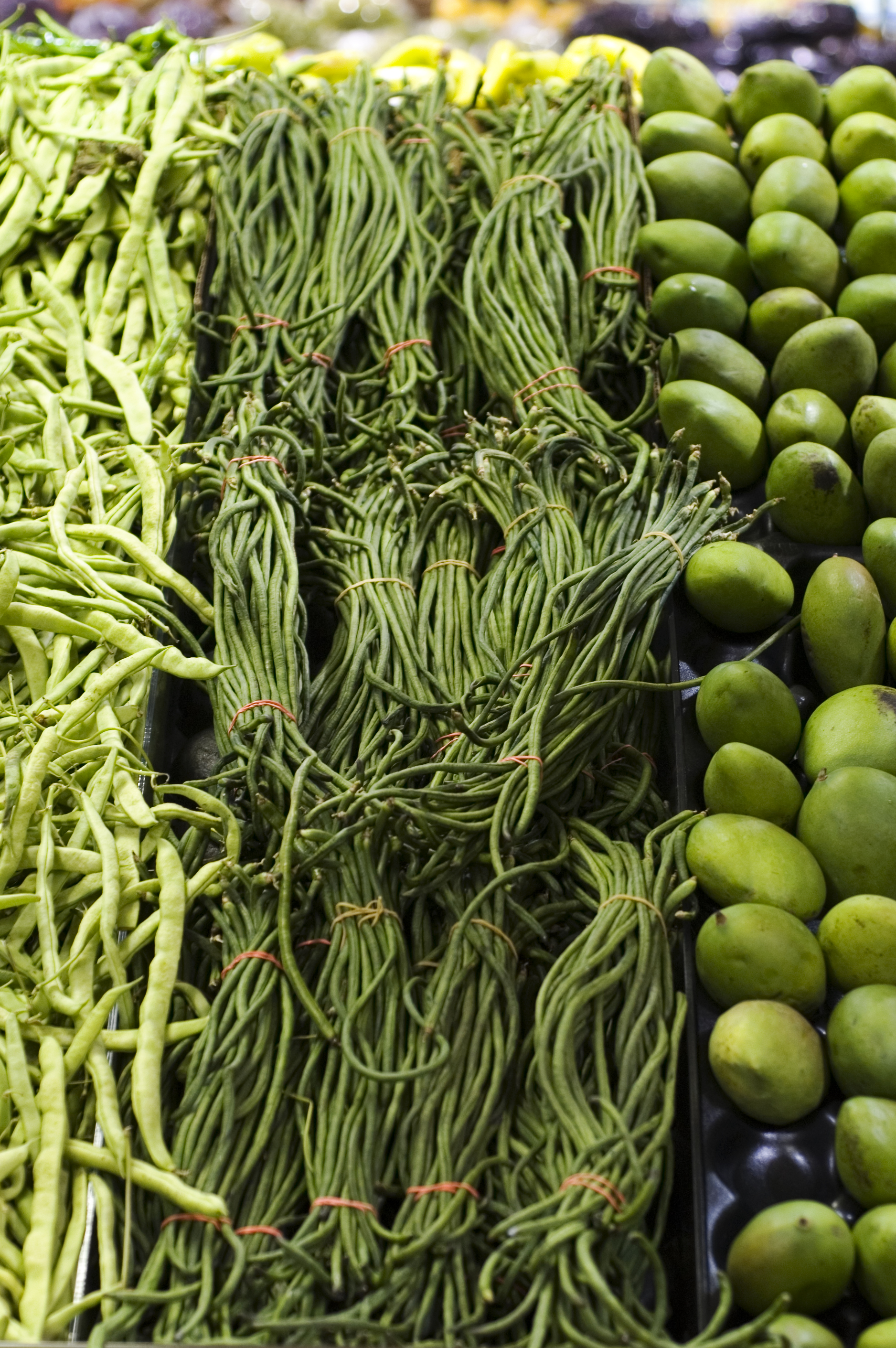
Spargelbohnen auf dem Markt

Die jungen Hülsen werden wie die der Gartenbohne zubereitet. Sie werden frisch zubereitet, tiefgefroren oder, in Asien und Afrika, zu Konserven verarbeitet. Die Ernte erfolgt, wenn die Hülsen glatt und unreif sind und die Samen klein. Sie werden meist sautiert oder kurz angebraten.
In den tropischen Anbauländern werden die jungen Blätter wie Spinat zubereitet und als Gemüse verzehrt. Die keimenden Samen werden als Keimsprosse verwendet. Die Sprossspitzen können wie Spargel verwendet werden. In Afrika überwiegt die Nutzung der trockenen, reifen Samen.
In Südostasien, Ost- und Südafrika ist die Spargelbohne eine der beliebtesten Gemüsearten. Wichtige Anbaugebiete sind China, Indien, Indonesien, Nigeria, Ghana, Uganda, Kalifornien, Surinam und die Philippinen. Geringere Bedeutung hat der Anbau im Mittelmeerraum, in Südafrika und in Australien. Die Weltproduktion wurde 1990 auf 1,25 Millionen Tonnen geschätzt. In Mitteleuropa wird die Spargelbohne in geringem Umfang in Gewächshäusern gezogen, etwa in den Niederlanden.

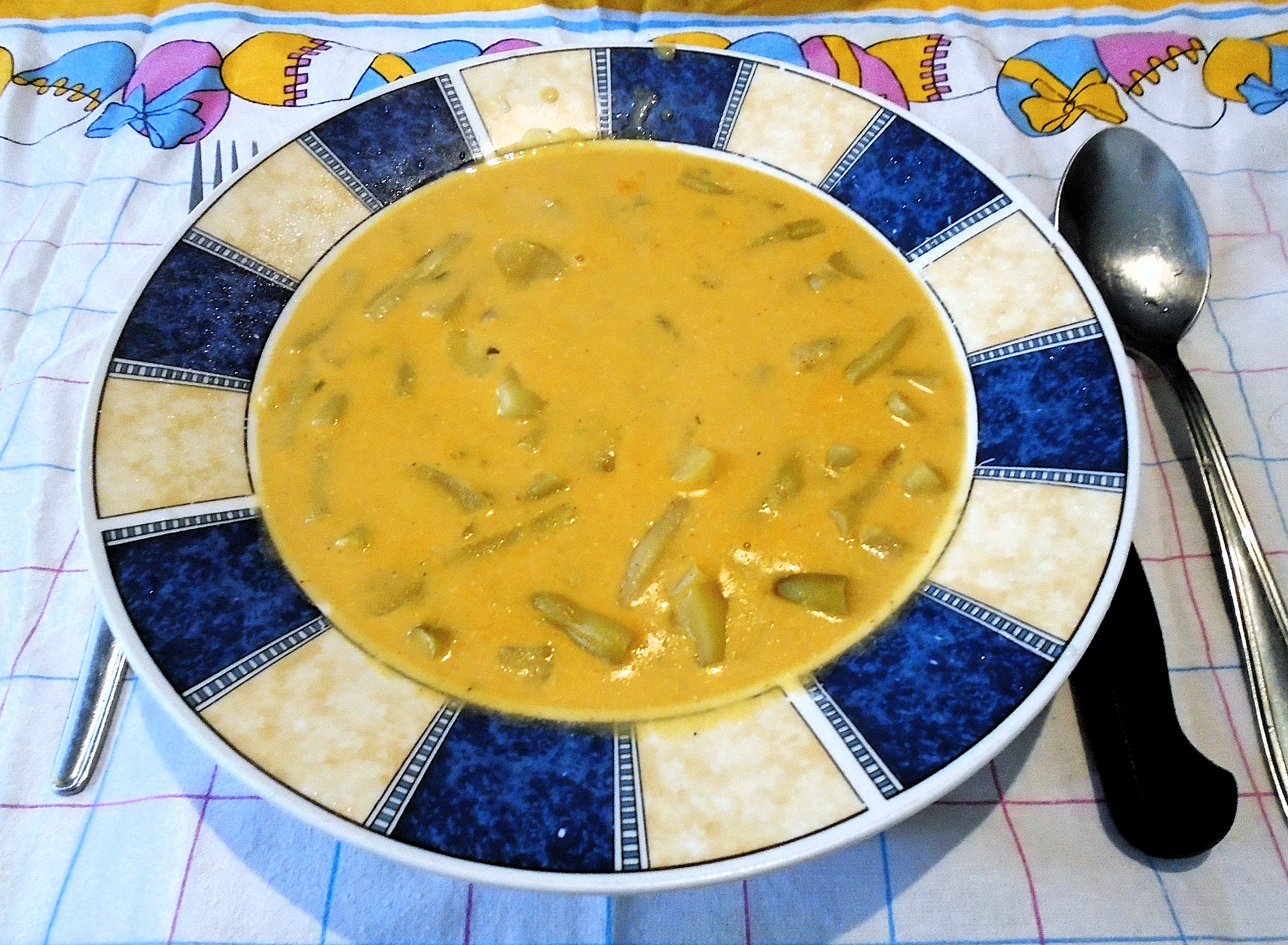
Spargelbohnen-Eintopf

## Geschichte
Die Spargelbohne ist aus der ursprünglich afrikanischen Augenbohne entstanden. Dies dürfte in Südasien passiert sein. Im 16. Jahrhundert gelangte sie nach Westindien, etwa 1700 in die heutigen USA.